# Thomas Simes
Thomas Simes fue un militar y escritor de Gran Bretaña, del siglo XVIII.

## Biografía
Thomas Simes fue capitán en el Regimiento Real a Pie de la Reina y uno de los gobernadores de una sociedad para los huérfanos e hijos de los soldados de Irlanda.
La sociedad llamada "Hibernian" se creó para mantener y educar a los huérfanos e hijos de los soldados de Irlanda y empezó su actividad en 1765 con una escuela para 20 chicos, y durante el periodo de 1765 a 1794 alrededor de 200 chicos fueron admitidos, y  para el mismo cometido se fundó "Hibernian marine society" en Dublín para mantener y educar a los huérfanos e hijos de los caídos en la Armada de S.M. y en el servicio de la marina mercante, y desde 1766 fueron admitidos 867 chicos.
Thomas escribió diversas obras de ciencia y arte militar, de historia militar, manuales para oficiales del ejército de Gran Bretaña y del ejército Continental en Estados Unidos de América y diccionarios militares.
En su obra "un curso militar para el gobierno y la conducción de un batallón", el título indica la naturaleza de los materiales que componen el libro: no pretende hablar con esta obra de la ciencia de la guerra, sino de las ceremonias, órdenes, etc., usados en un batallón, para el uso del ejército, información para su conducción en diversas situaciones, la adecuada utilización de la pólvora en diversas armas, y relata diversas historias de forma curiosa porque diversas plazas fuertes fueron sorprendidas por el enemigo: Enrique IV de Francia, Amiens, Picardía; Antíoco III el Grande, Sardi; Schower en España, 1708,.etc.

## Obras
- A portable military library:...., London, 1782.
- The military guide for young officers:..., London: J. Millan, 1781.
- A treatise on the military science:....., London, 1780.
- The regulator:...., London: W. Richarson, 1780.
- The military instructor,.., London, 1779.
- A militare course for the government and conduct of a battalion:...., London, 1777.
- The military guide for young officers:..., Philadelphia, 1776, 2 vols.
- A new military, historical, and explanatory dictionary:...., Philadelphia, 1776.
- A true narrative of a unfortunate elopement:.., London, 1770.
- The military medley:...., London, 1768.
- Otras